# Matrika preslikave
Matrika preslikave (tudi transformacijska matrika ali matrika prehoda) je matrika, ki predstavlja linearno transformacijo iz {\displaystyle R^{n}\,} v {\displaystyle R^{m}\,} tako, da velja 
{\displaystyle T({\vec {x}})=\mathbf {A} {\vec {x}}}
kjer je 
- {\displaystyle A\,} transformacijska matrika z razsežnostjo {\displaystyle m\times n\,}
- {\displaystyle {\vec {x}}\,} stolpični vektor  z {\displaystyle n\,} elementi
- {\displaystyle T\,} preslikava  vektorja

Matrika pomeni prehod med dvema končno razsežnima vektorskima prostoroma. To je prehod iz baze z vektorji {\displaystyle {\vec {a}}_{1},\cdots ,{\vec {a}}_{n}\,}  v bazo {\displaystyle {\vec {b}}_{1},\cdots ,{\vec {b}}_{n}\,}
Včasih prikažejo transformacijsko matriko tudi z uporabo vrstičnega vektorja

## Zgledi v dvorazsežni grafiki
Najbolj pogoste geometrijske preslikave obdržijo stalno izhodišče. Med te preslikave prištevamo vrtenje, povečevanje in zmanjševanje, striženje, zrcaljenje in pravokotno projekcijo.

### Vrtenje
Vrtenje za kot {\displaystyle \theta \,} v smeri, ki je nasprotna gibanju urinih kazalcev (glede na izhodišče) zapišemo v matrični obliki kot
{\displaystyle {\begin{bmatrix}x'\\y'\end{bmatrix}}={\begin{bmatrix}\cos \theta &-\sin \theta \\\sin \theta &\cos \theta \end{bmatrix}}{\begin{bmatrix}x\\y\end{bmatrix}}}
Primer matrike za vrtenje 90 stopinj v nasprotni smeri urinih kazalcev: 
{\displaystyle {\begin{bmatrix}0&-1\\1&0\end{bmatrix}}}
kjer je 
- {\displaystyle x'\,} koordinata x po vrtenju
- {\displaystyle x\,} koordinata x pred vrtenjem
- {\displaystyle \theta \,} kot za katerega zavrtimo

Podobno je pri vrtenju v smeri gibanja urinih kazalcev
{\displaystyle {\begin{bmatrix}x'\\y'\end{bmatrix}}={\begin{bmatrix}\cos \theta &\sin \theta \\-\sin \theta &\cos \theta \end{bmatrix}}{\begin{bmatrix}x\\y\end{bmatrix}}}
Primer matrike za vrtenje 90 stopinj v smeri urinih kazalcev: 
{\displaystyle {\begin{bmatrix}0&1\\-1&0\end{bmatrix}}}

### Povečevanje in zmanjševanje
Povečevanje in zmanjševanje pomeni spremembo merila v katerem prikazujemo sliko.
Če označimo z {\displaystyle x'\,} in {\displaystyle y'\,} nove koordinate, potem velja
{\displaystyle x'=s_{x}\cdot x} in {\displaystyle y'=s_{y}\cdot y}
Matrika transformacije je
{\displaystyle {\begin{bmatrix}x'\\y'\end{bmatrix}}={\begin{bmatrix}s_{x}&0\\0&s_{y}\end{bmatrix}}{\begin{bmatrix}x\\y\end{bmatrix}}}
Kadar velja tudi {\displaystyle s_{x}s_{y}=1\,} predstavlja matrika stiskanje (pri tem se ohranja površina).
Nekateri povečevanje in zmanjševanje imenujejo tudi skaliranje .

### Striženje
Strig je podoben nagibanju slike. Možni sta dve obliki: Strig vzdolž osi-y tako, da so nove koordinate {\displaystyle x'=x+ky\,} in {\displaystyle y'=y\,}. Pri tem je strižna matrika za stolpični vektor enaka
{\displaystyle {\begin{bmatrix}x'\\y'\end{bmatrix}}={\begin{bmatrix}1&k\\0&1\end{bmatrix}}{\begin{bmatrix}x\\y\end{bmatrix}}}
Druga oblika pa je striženje vzdolž osi-x. Pri tem so nove koordinate {\displaystyle x'=x\,} in {\displaystyle y'=y+kx\,}. Matrika pa ima obliko
{\displaystyle {\begin{bmatrix}x'\\y'\end{bmatrix}}={\begin{bmatrix}1&0\\k&1\end{bmatrix}}{\begin{bmatrix}x\\y\end{bmatrix}}}

### Zrcaljenje
Če zrcalimo preko premice, ki teče preko izhodišča in ima smer vektorja {\displaystyle {\vec {l}}=(l_{x},l_{y})\,}, potem zrcaljenje opisuje matrika
{\displaystyle \mathbf {A} ={\begin{bmatrix}1-2a^{2}&-2ab&-2ac\\-2ab&1-2b^{2}&-2bc\\-2ac&-2bc&1-2c^{2}\end{bmatrix}}}

### Pravokotna projekcija
Če hočemo izvesti projekcijo vektorja na premico, ki teče skozi izhodišče, naj bo {\displaystyle {\vec {u}}=(u_{x},u_{y})\,}, potem je transformacijska matrika 
{\displaystyle \mathbf {A} ={\frac {1}{\lVert {\vec {u}}\rVert ^{2}}}{\begin{bmatrix}u_{x}^{2}&u_{x}u_{y}\\u_{x}u_{y}&u_{y}^{2}\end{bmatrix}}}